# Віла-Нова-де-Фамалікан
Ві́ла-Но́ва-де-Фамаліка́н (порт. Vila Nova de Famalicão; МФА: [ˈvi.ɫɐ ˈno.vɐ dɨ fɐ.mɐ.ɫi.ˈkɐ̃w], Ві́ла-Но́ва-ди-Фамаліка́н, «Нове містечко Фамілікан») — муніципалітет і місто в Португалії, в окрузі Брага. Розташований у північній частині країни, на теренах історичної португальської провінції Дору-Міню. Належить до Бразької архідіоцезії Католицької церкви в Португалії. Права міського самоврядування має з 1205 року. Поділяється на 34 парафії. За адміністративним поділом, чинним до 1976 року, був складовою провінції Міню. Площа муніципалітету — 201,59 км², населення муніципалітету — 133832 ос. (2011); густота населення — 663,88 осіб/км²
. Патрон — святий Антоній. Святковий день муніципалітету — 13 червня. Поштовий індекс — 4760.  Код місцевої адміністративної одиниці — 0312. Складова статистичного регіону Північ.

## Назва
- Віла-Нова-де-Фамалікан (порт. Vila Nova de Famalicão, стара орфографія: порт. Villa Nova de Famalicão) — сучасна португальська назва.

## Географія
Віла-Нова-де-Фамалікан розташована на північному заході Португалії, на півдні округу Брага.
Місто розташоване за 17 км на південний захід від міста Брага.
Віла-Нова-де-Фамалікан межує на півночі з муніципалітетом Брага, на сході — з муніципалітетом Гімарайнш, на півдні — з муніципалітетами Санту-Тірсу і Трофа, на заході — з муніципалітетами Віла-ду-Конде і Повуа-де-Варзін, на північному заході — з муніципалітетом Барселуш.

## Історія
1205 року португальський король Саншу I надав Віла-Нові форал, яким визнав за поселенням статус містечка та муніципальні самоврядні права.
Статус міста з 1835 року.

## Населення
| Кількість мешканців | Кількість мешканців | Кількість мешканців | Кількість мешканців | Кількість мешканців | Кількість мешканців | Кількість мешканців | Кількість мешканців | Кількість мешканців | Кількість мешканців | Кількість мешканців | Кількість мешканців | Кількість мешканців | Кількість мешканців | Кількість мешканців |
| ------------------- | ------------------- | ------------------- | ------------------- | ------------------- | ------------------- | ------------------- | ------------------- | ------------------- | ------------------- | ------------------- | ------------------- | ------------------- | ------------------- | ------------------- |
| 1864                | 1878                | 1890                | 1900                | 1911                | 1920                | 1930                | 1940                | 1950                | 1960                | 1970                | 1981                | 1991                | 2001                | 2011                |
| 27 700              | 29 483              | 31 689              | 33 978              | 37 753              | 39 652              | 43 561              | 56 158              | 66 266              | 79 250              | 89 722              | 106 508             | 114 338             | 127 567             | 133 832             |

## Парафії
- Абаде-де-Вермоїн
- Анташ
- Авідуш
- Байрру
- Бенте
- Бруфе
- Вермоїн
- Віла-Нова-де-Фамалікан
- Віларіню-даш-Камбаш
- Делайнш
- Гавіан
- Гондіфелуш
- Жезуфрей
- Жуане
- Ешмеріш
- Кабесудуш
- Календаріу
- Каррейра
- Каштелойнш
- Кавалойнш
- Круш
- Лагоа
- Ландін
- Леменьє
- Лору
- Лозаду
- Можеже
- Мокін
- Ніне
- Новайш
- Отіш
- Педоме
- Портела
- Позада-де-Сарамагуш
- Рекіан
- Ріба-де-Аве
- Рібейран
- Руйвайнш
- Санта-Еулалія-де-Арнозу
- Санта-Марія-де-Арнозу
- Санта-Марія-де-Олівейра
- Сан-Кошме-ду-Вале
- Сан-Мартіню-ду-Вале
- Сан-Матеуш-де-Олівейра
- Сан-Мігел-де-Сейде
- Сан-Пайю-де-Сейде
- Сезуреш
- Теляду
- Фраделуш

## Уродженці
- Жорже Ортіга — архієпископ Бразький.